# Шосе A14 (Латвія)
Шосе A14, Даугавпілська об'їзна дорога (Калкуні—Тілті) — латвійська автомагістраль вищої категорії, яка оминає Даугавпілс і з'єднує автошляхи A6 і A13. Є частиною міжнародної траси E262. Загальна протяжність автомагістралі становить 16,6 км, на всьому протязі покрита асфальтобетоном.